# نیکلاس گلیوز
نیکلاس گلیوز (انگلیسی: Nicholas Gleaves؛ زادهٔ ۱ ژانویهٔ ۱۹۶۹) بازیگر اهل بریتانیا است.
از فیلم‌ها یا برنامه‌های تلویزیونی که وی در آن نقش داشته‌است، می‌توان به چیس، تپش قلب، تلفات، شاهد خاموش، رابین هود، بازرس فویل، ژو، ورا، محافظ شخصی، خیابان کورونیشن، آدمکشان میدسامر، ۱–۹۹، آتش‌زا، سده، کاپیتان آمریکا: نخستین انتقام‌جو، اتاق گفتگو، نیمه روشن، احساسات متحد و مرد عنکبوتی: دور از خانه اشاره کرد.